# Zutabe
Zutabe é o boletim interno da organização política ETA.
Ele é usado para distribuir objetivos e informações entre os seus membros e tem sido uma fonte de dados utilizada pela polícia em diversas ocasiões para refrear as suas acções.
A última edição conhecida é a 112, setembro de 2007.
O primeiro boletim da ETA foi Zutik ("Em pé"), que começou a ser publicado em 1962.